# Kościół Najświętszego Ciała i Krwi Chrystusa we Wrzosowej

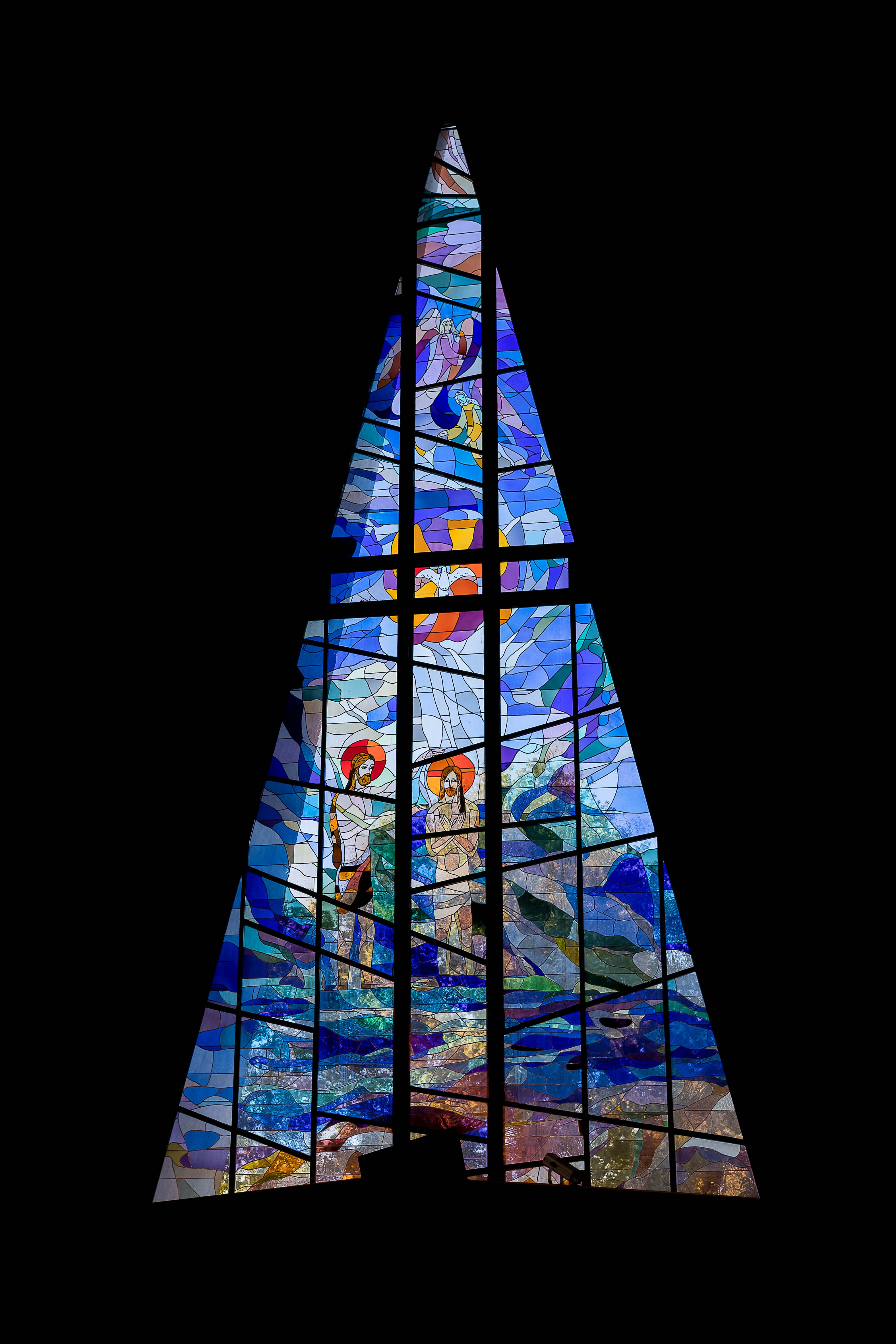
Witraż „Chrzest Chrystusa”, autorka – Maria Roga-Skąpska

Kościół parafialny pw. Najświętszego Ciała i Krwi Chrystusa we Wrzosowej – kościół parafialny pod wezwaniem Najświętszego Ciała i Krwi Chrystusa we Wrzosowej. Kościół jest świątynią parafialną rzymskokatolickiej parafii pod tym samym wezwaniem.

## Historia
Kościół został wzniesiony w latach 1974–1978 według projektu architektów Stanisława Kwaśniewicza i Mariana Ficenesa. 15 października 1978 r. świątynię poświęcił rytem zwykłym biskup częstochowski Stefan Bareła, a 9 listopada 2002 r. rytem uroczystym arcybiskup Stanisław Nowak. W latach 2010–2011 kościół został wyremontowany, m.in. pokryty nową blachą.      
Przy kościele znajduje się cmentarz parafialny.